# Nakimu Caves
Nakimu Caves är en grotta i Kanada.   Den ligger i provinsen British Columbia, i den centrala delen av landet, 3 100 km väster om huvudstaden Ottawa. Nakimu Caves ligger 1 976 meter över havet.
Terrängen runt Nakimu Caves är bergig. Trakten runt Nakimu Caves är nära nog obefolkad, med mindre än två invånare per kvadratkilometer.. 
Trakten runt Nakimu Caves består i huvudsak av gräsmarker.